# Alan Łyszczarczyk
Alan Łyszczarczyk (* 17. Februar 1998 in Wallington, New Jersey) ist ein US-amerikanisch-polnischer Eishockeyspieler, der seit 2023 beim GKS Tychy in der Polska Hokej Liga unter Vertrag steht. Sein Vater Dariusz war ebenfalls polnischer Nationalspieler.

## Karriere
Alan Łyszczarczyk begann seine Karriere als Eishockeyspieler in der Jugendabteilung von Podhale Nowy Targ. Als 14-Jähriger wechselte er zu Piráti Chomutov, wo er in der tschechischen U16- und U18-Liga spielte. 2015 war er Topscorer in der tschechischen U18-Liga. Anschließend wechselte er zu den Sudbury Wolves in der Ontario Hockey League, in der er später auch für Owen Sound Attack und die Mississauga Steelheads spielte. 2019 wurde er von den Fort Wayne Komets aus der ECHL verpflichtet. Nach einer Spielzeit verließ er das Team aus dem Bundesstaat Indiana und kehrte zu Podhale Nowy Targ zurück, wo er in der Polska Hokej Liga spielte. Nach dem dortigen Saisonende ging er im Januar 2021 in die ECHL zurück, wo er den Rest der Spielzeit verbrachte und für die Orlando Solar Bears, die Tulsa Oilers und erneut die Fort Wayne Komets auf dem Eis stand. 2021 wechselte er in die tschechische Extraliga zum HC Oceláři Třinec, der ihn jedoch den Großteil der Saison zum HC Frýdek-Místek in die zweitklassige 1. Liga verlieh. Im Januar 2023 wechselte er zum KS Cracovia in die Polska Hokej Liga, wo er die Saison beendete. Anschließend schloss er sich dem Ligakonkurrenten GKS Tychy an.

### International
Für Polen nahm Łyszczarczyk im Juniorenbereich zunächst an der U18-Weltmeisterschaft der Division II 2016 teil, als er die meisten Vorlagen des Turniers gab und damit maßgeblich zum Aufstieg der Polen in die Division I beitrug. Anschließend spielte er bei der U20-Weltmeisterschaft der Division I 2017, als er als Topscorer und bester Vorbereiter auch zum besten Stürmer des Turniers gewählt wurde, und 2018, als er als Topscorer, bester Torschütze, bester Vorbereiter und mit der besten Plus/Minus-Bilanz nicht nur erneut zum besten Stürmer des Turniers, sondern auch zum besten Spieler seiner Mannschaft gekürt wurde.
Im Seniorenbereich debütierte er in der Saison 2016/17 in der polnischen Nationalmannschaft. Er stand erstmals bei der Weltmeisterschaft 2018 im Aufgebot seines Landes bei einem großen Turnier und stieg mit den Polen von der A-Gruppe der Division I in die B-Gruppe ab. Dort spielte er dann bei den Weltmeisterschaften 2019 und 2022, als er als zweitbester Scorer nach dem Japaner Yūshirō Hirano, mit den meisten Torvorlagen und der besten Plus/Minus-Bilanz maßgeblich zum Wiederaufstieg der Polen beitrug. Bei der Weltmeisterschaft 2023 gelang ihm mit den Polen dann der direkte Durchmarsch in die Top-Division, die damit erstmals seit über zwanzig Jahren wieder erreicht wurde.

## Erfolge und Auszeichnungen
- 2015 Topscorer der tschechischen U18-Liga
- 2021 Kelly-Cup-Gewinn mit den Fort Wayne Komets

### International
- 2016 Aufstieg in die Division I, Gruppe B, bei der U18-Weltmeisterschaft der Division II, Gruppe A
- 2016 Bester Vorbereiter bei der U18-Weltmeisterschaft der Division II, Gruppe A
- 2017 Bester Stürmer, Topscorer und bester Vorbereiter bei der U20-Weltmeisterschaft der Division I, Gruppe B
- 2018 Bester Stürmer, Topscorer, bester Torschütze, bester Vorbereiter und beste Plus/Minus-Bilanz bei der U20-Weltmeisterschaft der Division I, Gruppe B
- 2022 Aufstieg in die Division I, Gruppe A, bei der Weltmeisterschaft der Division I, Gruppe B
- 2022 Bester Vorbereiter und beste Plus/Minus-Bilanz bei der Weltmeisterschaft der Division I, Gruppe B
- 2023 Aufstieg in die Top-Division bei der Weltmeisterschaft der Division I, Gruppe A

## Statistik
(Stand: Ende der Saison 2022/23)